# Lionel Mpasi
Lionel Mpasi, né le 1er août 1994 à Meaux, est un footballeur international congolais, qui possède aussi la nationalité française. Il joue au poste de gardien de but au Havre AC.

## Biographie

### En club
Lionel Mpasi commence sa formation à l'US Torcy, avant de rejoindre le Paris Saint-Germain en 2009. En 2010, le PSG s'incline en finale championnat de France des moins de 17 ans aux tirs au but face au FC Sochaux-Montbéliard. La saison suivante, Mpasi et ses coéquipiers remportent ce championnat face à l'Olympique de Marseille. En 2012, il s'engage en faveur du Toulouse FC. Il quitte le Téfécé en 2015.
Il connaît ensuite une année de chômage avant de rejoindre en 2016 le Rodez AF, notamment grâce à l'aide de l'entraîneur des gardiens de Toulouse, Teddy Richert, qui a permis à Mpasi de s’entretenir au TFC puis d'obtenir des contacts avec le club ruthénois. Mpasi se fracture le tibia lors de cette première saison au RAF, qui voit le club terminer à la première place de son groupe de CFA et est promu en National. Il dispute son premier match avec le RAF le 11 novembre 2017 en Coupe de France face à l'AS Tefana (victoire 3-0). Au tour suivant face à l'AS Fabrègues, Mpasi est exclu en fin de match et son club s'incline aux tirs au but. En championnat, il ne dispute qu'un seul match lors de l'ultime journée le 4 mai 2018 face à l'US Avranches, pour une défaite 1-0.
Lors de la saison 2018-2019, Mpasi ne dispute que la Coupe de France, où son club est éliminé au huitième tour face au FC Sète. Il dispute deux journées de National en fin de saison, qui voit Rodez être sacré champion de National.
Lors de la saison 2019-2020 en Ligue 2, Mpasi ne dispute qu'un seul match le 14 février 2020 face au Mans (match nul 0-0).
À l'été 2020, le titulaire au poste de gardien de but à Rodez, Arthur Desmas, quitte le club pour rejoindre le Clermont Foot. C'est dans un premier temps la recrue Théo Guivarch qui devient titulaire, avant que Mpasi ne le devienne à partir du mois de décembre 2020.
Le 13 décembre 2021, lors d'un match de Ligue 2 sur la pelouse de son ancien club, le Toulouse FC, il est victime d'insultes à caractère raciste. Le club toulousain se verra écoper d'un point de suspension avec sursis en conséquence de cet incident.
Après une fin de saison 2021-2022 où il commet des erreurs, Mpasi est relégué sur le banc en début de saison suivante au profit de la recrue Sébastien Cibois. Il regagne tout de même sa place après huit journées, et réalise une performance remarquée face à Guingamp.
Le 25 octobre 2024, il marque son premier but, à la dernière seconde contre Lorient.
Le 13 juillet 2025, il s'engage pour deux saisons avec Le Havre AC, club de Ligue 1.

### En sélection

#### Avec les équipes de France jeunes
En 2010, Mpasi est sélectionné en équipe de France des moins de 16 ans, avec qui il dispute deux matchs.
En 2011, Lionel Mpasi est sélectionné en équipe de France des moins de 17 ans à sept reprises. Il dispute deux matchs du Championnat d'Europe des moins de 17 ans disputé en Serbie, où la France est éliminée dès le premier tour.
Un mois plus tard, il dispute la Coupe du monde des moins de 17 ans organisée au Mexique. Il dispute quatre des cinq matchs de la compétition, durant laquelle la France est éliminée en quarts de finale face au pays-hôte mexicain.
Toujours en 2011, il joue trois matchs amicaux avec l'équipe de France des moins de 18 ans.

#### Avec la République Démocratique du Congo
En 2021, il est appelé pour la première fois par Héctor Cúper en équipe de République démocratique du Congo, son pays d'origine. C'est l'international congolais Cédric Bakambu qui a contacté Mpasi pour représenter les Léopards. Il fait sa première apparition dans le groupe de la RDC au mois d'octobre 2021.
Le 1er février 2022, il honore sa première sélection en équipe nationale lors d'un match amical contre le Bahreïn. Il entre en jeu à la mi-temps à la place de Joël Kiassumbua, et concède l'unique but de la rencontre en début de seconde période. Le 23 septembre 2022, il profite de la blessure de Kiassumbua pour disputer son second match international en amical face au Burkina Faso (défaite 1-0).
Le 27 décembre 2023, il est retenu dans la liste des vingt-quatre joueurs congolais sélectionnés par Sébastien Desabre pour participer à la Coupe d'Afrique des nations 2023. Gardien titulaire, il dispute les trois rencontres du premier tour, toutes soldées par un match nul contre respectivement la Zambie (1-1), le Maroc (1-1) et la Tanzanie (0-0). En huitièmes de finale, face à l'équipe d’Égypte, il marque le dernier tir au but, le match s'étant soldé par un match nul (1-1), et est sacré homme de la rencontre.

## Distinctions

### Palmarès
- Championnat de France National (1) :
  - Champion : 2018-19.

- Championnat de France CFA (Groupe D) (1) :
  - Champion : 2016-17.